# Ozan Tufan
Ozan Tufan (* 23. März 1995 in Orhaneli) ist ein türkischer Fußballspieler, der bei Trabzonspor unter Vertrag steht.

## Leben
Tufan kam 1995 als Sohn eines Minenarbeiters und einer Hausfrau in der Ortschaft Orhaneli der marmarischen Großstadtkommune Bursa zur Welt. In Orhaneli wuchs er mit einem älteren Bruder auf und ging zur Schule. Mit dem Fußballspielen begann er anfänglich als Straßenfußballer und führte dieses in der Schulfußballmannschaft weiter, wo er später von Jugendtrainern vom Bursaspor entdeckt wurde.
Seit Ende März 2021 ist er verheiratet; seine Trauzeugen waren unter anderem der Fenerbahçe-Vereinspräsident Ali Koç und -Interimstrainer Emre Belözoğlu. Er ist seit Januar 2022 Vater eines Sohnes.

## Karriere
Tufan ist ein 1,82 m großer Mittelfeldspieler. Er agiert primär im fußballerischen Mittelfeld, sowohl defensiv, offensiv und auch zentral als Achter. Während seiner Bursaspor-Profizeit fungierte er anfänglich  als defensiver und offensiver Flügelspieler und in der türkischen A-Nationalmannschaft begann er als Defensiv-Allrounder im defensiven Mittelfeld und in der Innenverteidigung (Vorstopper).

### Vereine

#### Anfänge in Bursa

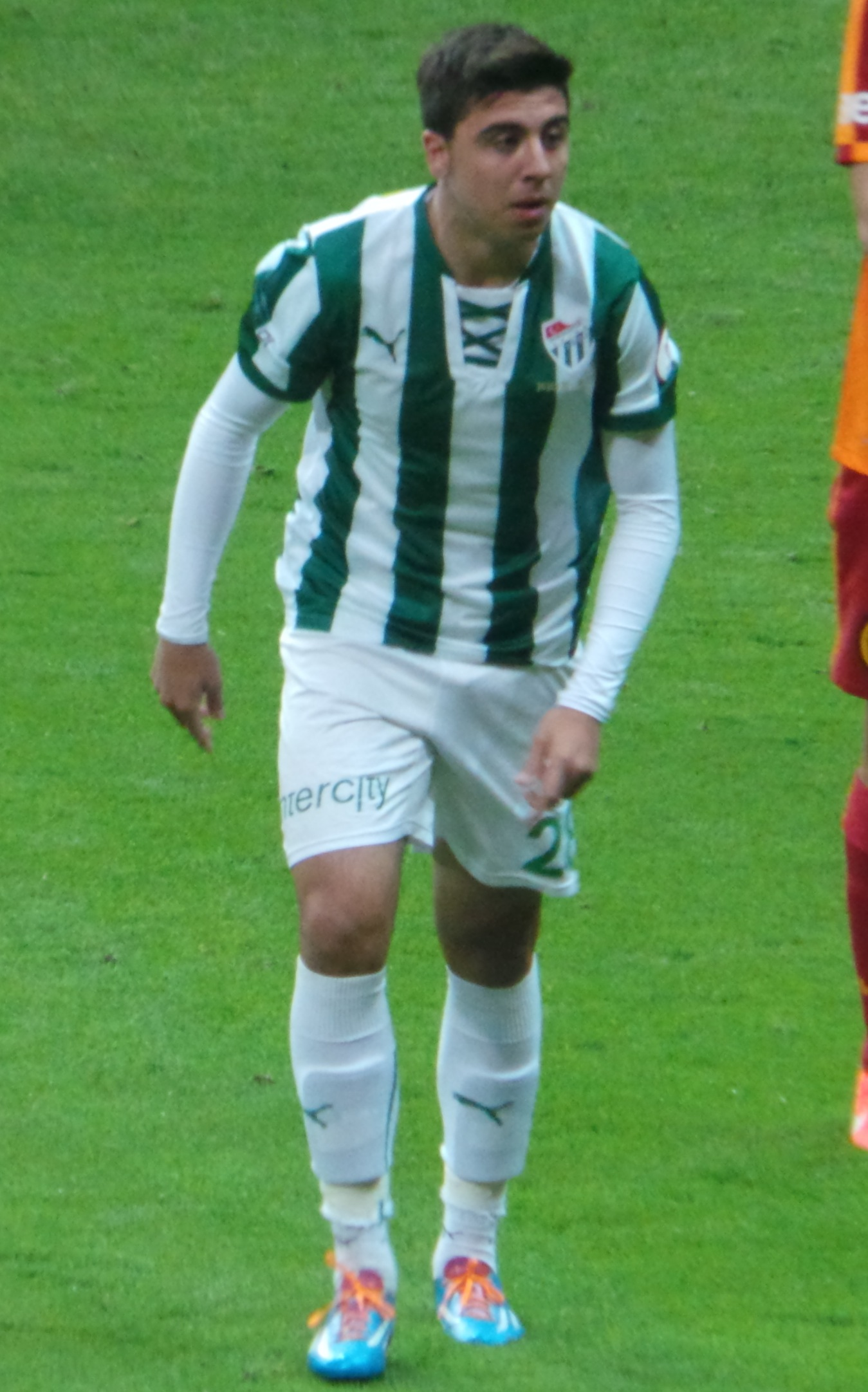
Tufan im Einsatz für den Bursaspor (2014)

Tufan begann im Mai 2005 mit dem Vereinsfußball als lizenztierter Nachwuchsspieler in der Jugendmannschaft vom Bursaspor und spielte anfänglich positionstechnisch als hängende Spitze. Im weiteren Vereinskarriereverlauf wurde Tufan zum rechten Außenverteidiger umgeschult. Im Juni 2012 erhielt er dort seinen ersten Profivertrag. Sein erstes Profi-Pflichtspiel absolvierte er als Rechtsverteidiger am 9. August 2012 in der Qualifikation der UEFA Europa League im Rückspiel gegen den Kuopion PS. In diesem Europapokal-Qualifikationsspiel gab er auch sein Profitordebüt, indem er nach seiner Einwechslung in weniger als zehn Minuten das Tor zum 6:0-Endstand erzielte. Somit wurde Tufan mit 17 Jahren und 139 Tagen zum jüngsten Torschützen der Europapokal-Geschichte des Bursaspors. Danach kam er bis Dezember 2012 ausschließlich in der Zweitmannschaft vom Bursaspor (Bursaspor A2) zu Spieleinsätzen, später im selben Monat kam Tufan im türkischen Pokalwettbewerb wieder zum Spieleinsatz für die erste Mannschaft und gab dabei sein Profi-Startelfdebüt.
Sein Süper-Lig- bzw. Erstliga-Spieldebüt gab er mit 18 Jahren am letzten Spieltag der Saison 2012/13 gegen die Gençlerbirliği Ankara. Nach seinen Leistungen ab April 2014, wo er mit 19 Jahren in der zweiten Saisonhälfte der Saison 2013/14 zum regelmäßigen Startelfspieler aufstieg und sich als Stammspieler etablierte, führte es im Mai 2014 zu seiner ersten Nominierung für die türkische A-Nationalmannschaft. Damit avancierte Tufan zu einem türkischen „[Fußball-]Jungstar“ und wurde zu den gefragtesten Spielern der kommenden türkischen Transferperioden. So bemühten sich die im türkischen Profifußball als die 4 Großen bekannten Vereine Beşiktaş Istanbul, Fenerbahçe Istanbul, Galatasaray Istanbul und Trabzonspor um eine Verpflichtung.
Nach seinem A-Nationalmannschaftsdebüt, wo er unter anderem im defensiven Mittelfeld zum Einsatz kam, wurde Tufan als gelernter Außenverteidiger in der Saison 2014/15 unter der Ägide des Cheftrainers Şenol Güneş primär als defensiver Mittelfeldspieler eingesetzt. Womit er als Heranwachsender in seiner letzten Saison für den Bursaspor in 32 von 34 Ligaspielen als Startelfspieler zum Einsatz kam, wobei er in den restlichen zwei Ligaspielen nicht zum Einsatz kam, aufgrund seiner Gelbsperren. Er erzielte dabei drei Tore und gab sieben Torvorlagen, damit gehörte er zu den Leistungsträgern seiner Mannschaft.

#### Fenerbahçe und Leihstationen

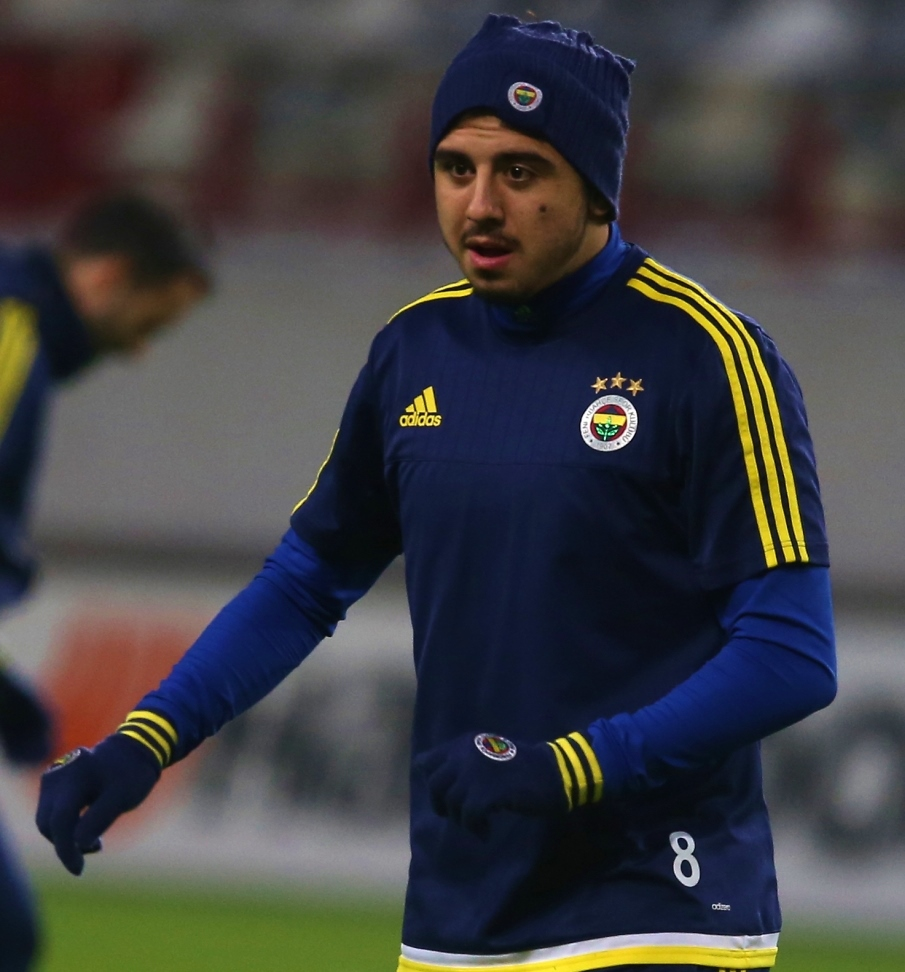
Tufan beim Aufwärmen (Februar 2016)

Nachdem sich erst Beşiktaş intensiv und Galatasaray um eine Verpflichtung des Mittelfeldspielers bemühten, einigte sich Fenerbahçe am 13. August 2015 mit Bursaspor und Tufan, und sie schlossen damit den Transfer ab. Für den Wechsel zahlten die Istanbuler Bursaspor eine Ablösesumme von 7 Millionen Euro und unterschrieben mit Tufan einen Fünfjahresvertrag. In seiner ersten Saison für Fenerbahçe kam er primär als Einwechselspieler zum Einsatz. In der Folgesaison 2016/17 etablierte sich Tufan mehrheitlich als Startelfspieler, wobei er sich während der Saison mehrere Verletzungen zuzog. In der Hinrunde der Ligasaison 2017/18 gehörte er zu den Stammspielern des Kaders, bis er im Laufe des Novembers 2018 seinen Stammplatz verlor. In den Trainingsvorbereitungen zur Rückrunde fiel er dem Cheftrainer Aykut Kocaman durch mangelnde Leistungsprofisportler-Disziplin auf, wofür er Tufan suspendierte. Im weiteren Rückrundenverlauf der Ligasaison wurde seine Suspendierung im März 2018 aufgehoben; trotzdem kam Tufan zu keinem weiteren Pflichtspieleinsatz und zog sich im Mai 2018 einen Außenbandriss zu.
Unter dem neuen Cheftrainer Phillip Cocu wurde Tufan zur Saison 2018/19 aus den gleichen Gründen erneut suspendiert, und mit 23 Jahren wurde er in die Zweit- bzw. U21-Mannschaft (Fenerbahçe U21) abgeschoben, um sich unter anderem fit zu halten. Anschließend wechselte Tufan im Januar 2019 auf Leihbasis bis zum Saisonende zum türkischen Erstligisten Alanyaspor und absolvierte dort alle Pflichtspiele mehrheitlich als Startelfspieler im zentralen Mittelfeld; damit trug er zum sicheren Klassenerhalt von Alanyaspor bei. Nach der Leihe kehrte Tufan zur Saison 2019/20 zu Fenerbahçe zurück und entwickelte sich unter dem Cheftrainer Ersun Yanal und Mannschaftskapitän Emre Belözoğlu zu den Leistungsträgern der Mannschaft. Nebenbei stieg er mit 24 Jahren mehrmals temporär zum Mannschaftskapitän auf und war vielseitig einsetzbar, sowohl im Mittelfeld als auch in der Abwehr. Während der laufenden Saison wurde sein auslaufender Vertrag zum Saisonende im Dezember 2019 vorzeitig um drei Saisons verlängert mit einer Option für eine weitere Saison.
In der Saison 2020/21 entwickelte sich Tufan unter dem Cheftrainer Erol Bulut und Interimstrainer Emre Belözoğlu zu den wichtigsten offensiven Leistungsträgern bzw. zu den besten Torvorlagengebern seiner Mannschaft und transfermarkttechnisch gemäß transfermarkt.de zu den zehnwertvollsten Fußballspielern der Süper Lig. Nach der Sommerpause 2021 kehrte er erneut mit Leistungsprofisportler-Defiziten, u. a. Körpergewicht, woraufhin er unter dem neuen Cheftrainer Vítor Pereira im August 2021 auf Leihbasis mit optionaler Kaufpflicht (Klassenerhalt) an den englischen Erstliga-Aufsteiger FC Watford abgegeben wurde. Nach neun Pflichtspieleinsätzen, bestehend aus Liga- und sonstigen Pokalspielen, mehrheitlich unter dem Cheftrainer Claudio Ranieri als Startelfspieler kehrte er im Februar 2022 frühzeitig zu Fenerbahçe zurück, nachdem im Januar 2022 der Watford-Cheftrainer Ranieri beurlaubt worden war.

#### Endgültiger Wechsel nach England
Zur Spielzeit 2022/23 wechselt er schließlich fest nach England, wo er sich für eine Ablösesumme von 3 Mio. € Hull City in der Championship anschloss.

### Nationalmannschaft
Tufan wurde mit der Nominierung aufgrund seiner Leistungen in der türkischen U17-Meisterschaft 2011/12 für die türkische U-17-Nationalmannschaft im Januar 2012 erstmals für eine Juniorennationalmannschaft nominiert und gab später Anfang Februar 2012 auch sein U-Länderspieldebüt für die türkische U-17. Im selben Jahr fing er auch an für die türkische U-18 und U-19 aufzulaufen. Er nahm mit der türkischen U-19-Nationalmannschaft an den Mittelmeerspielen 2013 teil. Hier erreichte er als regelmäßiger Startelfspieler mit seiner Mannschaft im Juni 2013 das Turnierfinale. Im Finale unterlag man der marokkanischen U-19-Nationalmannschaft im Elfmeterschießen und wurden somit Silbermedaillengewinner. Im weiteren Sommer desselben Jahres nahm er mit der U-19 auch an der U19-Europameisterschaft 2013 in Litauen teil und schied mit der U-19-Auswahl in der Gruppenphase als Gruppendritter in einer Gruppe mit den späteren beiden Turnierfinalisten aus.
Nachdem er bei seinem Verein im April und Mai 2014 über mehrere Wochen in der höchsten türkischen Ligaspielklasse zu überzeugen wusste, wurde Tufan kurz vor Saisonende 2013/14 im Rahmen für eine über zweiwöchige Länderspielreise vom A-Nationaltrainer Fatih Terim erstmals in den Kader der türkischen A-Nationalmannschaft nominiert. Im ersten Spiel dieser Länderspielreise im Mai 2014 gab Tufan im Testspiel gegen die Kosovarische Fußballauswahl sein inoffizielles A-Länderspieldebüt, weil der Fußballverband des Kosovos (FFK) erst 2016 dem Weltfußballverband FIFA beitrat. Im gleichen Monat gab er im nächsten Testspiel sein offizielles A-Länderspieldebüt gegen die irische A-Nationalmannschaft. Später im September 2014 führte Tufan mit seinem A-Länderspieltordebüt seine Mannschaft in der Nachspielzeit gegen die dänische A-Nationalmannschaft zum 2:1-Auswärtssieg.

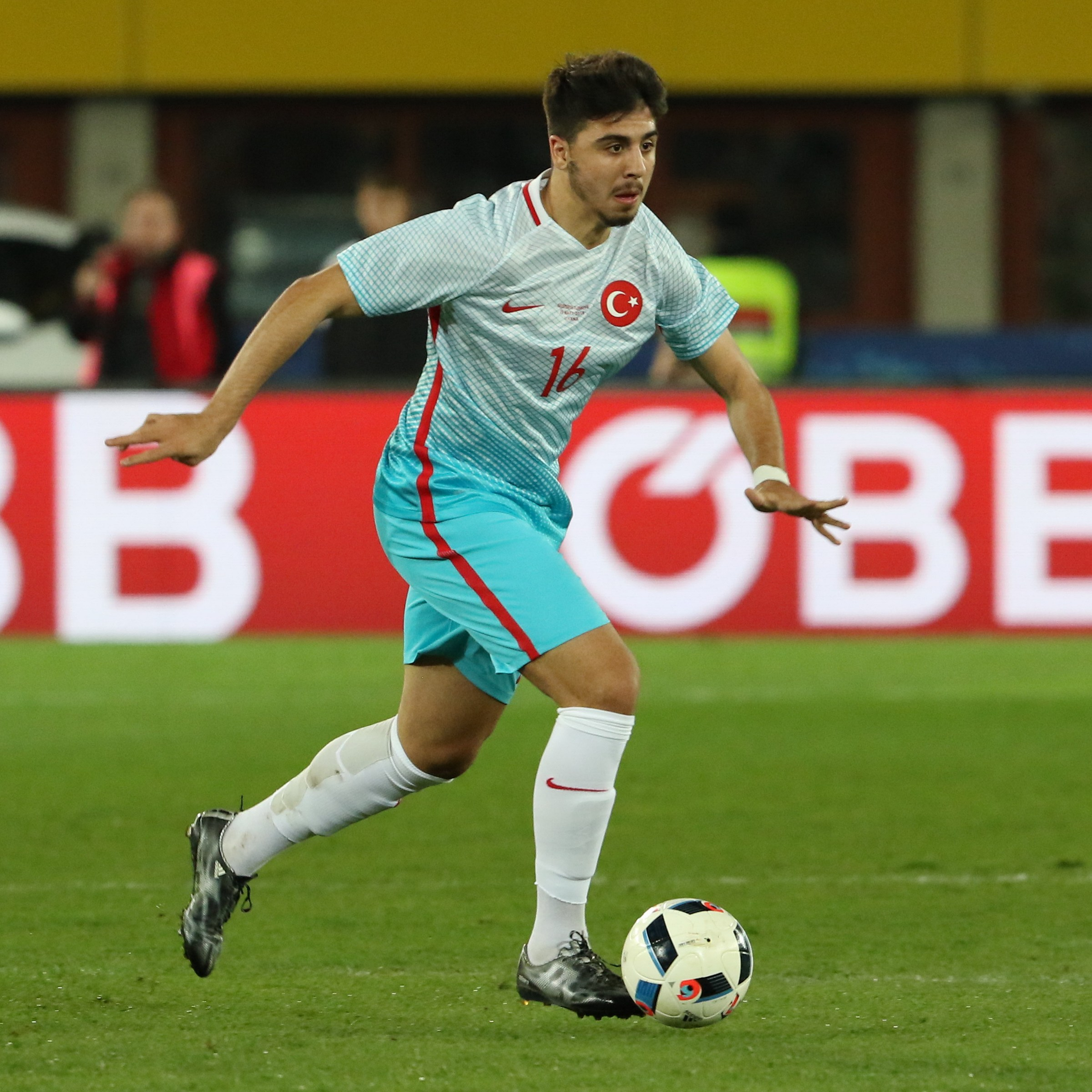
Tufan im A-Länderspieleinsatz (März 2016)

Zwischen 2014 und 2016 gehörte er als Heranwachsender bereits zu den regelmäßig spielenden Stammspielern der A-Auswahl. Bei der Fußball-Europameisterschaft 2016 in Frankreich wurde er in das türkische A-Aufgebot aufgenommen. Er gehörte zum Mannschaftsstamm und bestritt alle drei Partien der Gruppenphase über die volle Spielzeit. Im abschließenden Spiel machte er mit seinem Treffer zum 2:0 den einzigen Turnierspielsieg seines Teams. Die Türkei wurde Tabellendritter, schied aber wegen des schlechten Torverhältnisses trotzdem aus.
2019 trug er mit seinem 1:0-Siegtor in den Schlussspielminuten im September gegen Andorra auch zur erfolgreichen und vorzeitigen Qualifikation zur UEFA Euro 2020 bei. Aufgrund der COVID-19-Pandemie fand das Europameisterschaftsendturnier erst im Jahr 2021 statt, wofür er auch später in den türkischen A-Kader berufen wurde und er kam erneut in allen Europameisterschaftsgruppenspielen seiner Mannschaft zum Einsatz.

## Erfolge und Auszeichnungen
- Bursaspor U17-Junioren
  - Türkischer U17-Meister: 2011/12[18]

- Türkische U-19-Nationalmannschaft
  - Silbermedaille bei den Mittelmeerspielen: 2013[18]

- Individuell
  - Türkeis Nachwuchsspieler der Saison (TFPD): 2014/15[38]
  - Sportler des Jahres der Türkei (Milliyet/Gillette-Preisverleihung): 2020[39]
  - Ernannt in die Silberne Elf der Süper Lig (beIN Sports): 2020/21